# Liste de peintures d'Edmund Leighton
Cet article fournit une liste des tableaux du peintre anglais Edmund Leighton (1852-1922).
| Tableau    | Titre                                                                                | Année   | Technique                 | Dimensions        | Lieu de conservation                |
| ---------- | ------------------------------------------------------------------------------------ | ------- | ------------------------- | ----------------- | ----------------------------------- |
|            | Le Bon Vieux Temps (Old Times)                                                       | 1877    | Huile sur panneau         | 187 × 117 cm      | Collection privée                   |
|            | Jusqu'à ce que la mort nous sépare (Till Death Do Us Part)                           | 1878    | Huile sur toile           |                   | Forbes Galleries                    |
|            | La Mort de Copernic (The Dying Copernicus)                                           | 1880    |                           |                   |                                     |
|            | En attendant (Waiting)                                                               | v. 1880 | Huile sur toile           |                   | Collection privée                   |
|            | Un gage d'amour (A love token)                                                       | 1881    | Huile sur toile           | 152 × 101 cm      | Musée d'art d'Auckland              |
|            | Abélard et son élève Héloïse (Abelard and his Pupil Heloise)                         | 1882    | Huile sur toile           |                   | Collection privée                   |
|            | Le Devoir (Duty)                                                                     | 1883    | Huile sur toile           | 147 × 102 cm      |                                     |
|            | La Femme du gladiateur (The Gladiator's Wife)                                        | 1884    | Huile sur toile           |                   | Collection privée                   |
|            | Le Secret (The Secret)                                                               | 1885    | Huile sur toile           |                   | Collection privée                   |
| sans cadre | Le Confessionnal (The Confessional)                                                  | 1886    | 92 × 119 cm               | Collection privée |                                     |
|            | La Répétition (The Rehearsal)                                                        | 1888    | Huile sur toile           |                   | Musée de Croydon (en)               |
|            | Aux Armes ! (Call to Arms)                                                           | 1888    | Huile sur toile           | 152 × 105 cm      | Collection privée                   |
|            | Entretien clandestin (A Stolen interview)                                            | 1888    | Huile sur toile           |                   |                                     |
|            | Olivia                                                                               | 1888    | Huile sur toile           |                   |                                     |
|            | Comme Lisa aimait le Roi (How Liza Loved the King)                                   | 1890    | Huile sur toile           | 99 × 163 cm       | Château de Towneley                 |
|            | Dame brodant la bannière (Stitching the Standard)                                    | v. 1890 | Huile sur toile           |                   | Collection privée                   |
|            | Donne-moi ta main et fais-moi confiance (Lay thy sweet hand in mine and trust in me) | 1891    | Huile sur toile           |                   |                                     |
|            | Lady Godiva                                                                          | 1892    | Huile sur toile           |                   |                                     |
|            | The Elopement                                                                        | 1893    |                           |                   |                                     |
|            | Deux Cordes à son arc (Two strings to her bow)                                       | 1893    | Huile sur toile           |                   | Collection privée                   |
|            | L'Héritière (The Heiress)                                                            | v. 1893 | Huile sur toile           |                   | Collection privée                   |
|            | Le Voisin d'à-côté (My Next-Door Neighbour)                                          | 1894    | Huile sur toile           | 81 × 49,5 cm      | Collection privée                   |
|            | En attendant la voiture (Waiting for the coach)                                      | 1895    | Huile sur toile           | 33,2 × 48,4 cm    | Manchester Art Gallery              |
|            | La Charité de Sainte Élisabeth de Hongrie (The Charity of St. Elizabeth of Hungary)  | 1895    | Huile sur toile           |                   | Collection privée                   |
|            | Averse estivale (A summer shower)                                                    | 1896    | Huile sur toile           |                   |                                     |
|            | Chant pour le révérend (Songs of Other Years)                                        | 1896    | Huile sur toile           | 32,1 × 44,2 cm    | Collection privée                   |
|            | Stern chase is a long chase                                                          | 1897    | Huile sur toile           |                   |                                     |
|            | In time of Peril                                                                     | 1897    | Huile sur toile           | 124,5 × 168,9 cm  | Musée d'art d'Auckland              |
|            | Une faveur (A Favor)                                                                 | 1898    | Huile sur toile           | 91,4 × 51,5 cm    | Collection privée                   |
|            | Cophétua et Pénélophon (The King and the Beggar-maid)                                | 1898    | Huile sur toile           | 163 × 123 cm      | Collection privée                   |
|            | Le Refus (Off)                                                                       | 1899    | Huile sur panneau         | 32,7 × 24,8 cm    | Manchester Art Gallery              |
|            | Sorrow and Song                                                                      | 1899    | Huile sur toile           |                   | Bristol City Museum and Art Gallery |
|            | Cromwell dissolvant le Long Parlement (Cromwell dissolving the Long Parliament)      | v. 1900 | Huile sur toile           |                   |                                     |
|            | Sur le seuil (On the Threshold)                                                      | 1900    | Huile sur toile           | 35,6 × 25,5 cm    | Manchester Art Gallery              |
|            | Jour de marché (Market day)                                                          | 1900    | Huile sur toile           |                   |                                     |
|            | Dieu te protège (en) (God Speed)                                                     | 1900    | Huile sur toile           | 160 × 116 cm      | Collection privée                   |
|            | L'Adoubement (The Accolade)                                                          | 1901    | Huile sur toile           | 182,3 × 108 cm    | Collection privée                   |
|            | Adieu                                                                                | 1901    | Huile sur toile           |                   |                                     |
|            | Du lilas (Lilac)                                                                     | 1901    | Huile sur panneau de bois | 35,5 × 25 cm      |                                     |
|            | Tristan et Iseult (The End of the Song)                                              | 1902    | Huile sur toile           | 128,5 × 147,3 cm  | Collection privée                   |
|            | Le Maître des Lieux (The Lord of the Manor)                                          | v. 1902 | Huile sur toile           |                   | Collection privée                   |
|            | Alain Chartier                                                                       | 1903    | Huile sur toile           | 162,5 × 114 cm    | Collection privée                   |
|            | Amoureux (Courtship)                                                                 | 1903    | Huile sur toile           | 59 × 38,1 cm      | Collection privée                   |
|            | Ribbons and Laces for Very Pretty Faces                                              | 1904    |                           | 109 × 58 cm       |                                     |
|            | Un moment de sérénité (A quiet moment)                                               | 1906    | Huile sur toile           |                   |                                     |
|            | L'Ombre (The Shadow)                                                                 | 1909    | Huile sur toile           | 91 × 61 cm        | Collection privée                   |
|            | Les Clefs (The Keys)                                                                 | 1909    | Huile sur toile           |                   |                                     |
|            | La fête des roses (The roses' day)                                                   | 1910    | Huile sur toile           |                   | Collection privée                   |
|            | Terra incognita (To the Unknown Land)                                                | 1911    | Huile sur toile           |                   |                                     |
|            | Dame brodant la bannière (Stitching the Standard)                                    | 1911    | Huile sur toile           | 98 × 44 cm        | Collection privée                   |
|            | L'Otage (The Hostage)                                                                | 1912    | Huile sur toile           |                   | Collection privée                   |
|            | L'Enfance d'Alfred le Grand (The Boyhood of Alfred The Great)                        | 1913    | Huile sur toile           | 148 × 87 cm       |                                     |
|            | My fair Lady                                                                         | 1914    | Huile sur toile           |                   |                                     |
|            | Petite Prise (A Nibble)                                                              | 1914    | Huile sur toile           |                   |                                     |
|            | Septembre (September)                                                                | 1915    | Huile sur toile           |                   | Laing Art Gallery                   |
|            | La Marche nuptiale (Wedding march)                                                   | 1919    | Huile sur toile           | 34,61 × 38,74 cm  | Collection privée                   |
|            | Douce Solitude (Sweet solitude)                                                      | 1919    | Huile sur toile           |                   | Collection privée                   |
|            | Le Seigneur de Burleigh (The Lord of Burleigh)                                       | 1919    | Huile sur panneau de bois | 35,5 × 25,5 cm    | Collection privée                   |
|            | L'Invité du moulin à vent (The Windmiller's Guest)                                   | v. 1920 | Huile sur toile           |                   | Collection privée                   |
|            | La Demande (The question)                                                            | v. 1920 | Huile sur toile           |                   | Collection privée                   |
|            | Le Registre de mariage (The Wedding Register)                                        | 1920    | Huile sur toile           | 91,4 × 118,5 cm   | Bristol City Museum and Art Gallery |
|            | Dame dans un jardin (Lady in a garden)                                               | 1921    | Huile sur toile           |                   | Collection privée                   |
|            | Après l'office (After service)                                                       | 1921    | Huile sur panneau         | 29 × 24,5 cm      | Collection privée                   |